# Hafenferrefia hyrcanica
Hafenferrefia hyrcanica är en kvalsterart som först beskrevs av Krivolutsky 1967.  Hafenferrefia hyrcanica ingår i släktet Hafenferrefia och familjen Tenuialidae. Inga underarter finns listade i Catalogue of Life.